# Aeroporto di Zhengzhou-Xinzheng
L'aeroporto Internazionale di Zhengzhou Xinzheng (codice IATA: CGO; codice ICAO: ZHCC, Cinese semplificato: 新郑机场, Pinyin: Xīnzhèng Jīchǎng) è un grande aeroporto civile situato a Xinzheng, Zhengzhou, nella provincia di Henan, nella Repubblica Popolare Cinese, ed è il più importante aeroporto della provincia di Henan. 
La classe dell'area di volo è 4F e l'aeroporto è stato aperto al traffico nel 1997. Secondo le statistiche del 2019, il traffico passeggeri dell'aeroporto di Xinzheng è stato di 29,1293 milioni, classificandosi al dodicesimo posto nella Cina continentale, mentre il traffico cargo è stato di 522.000 tonnellate, classificandosi al settimo posto nella Cina continentale. Ci sono voli diretti tra l'aeroporto di Zhengzhou e l'aeroporto di Milano Malpensa.